# Polysteganus baissaci
Polysteganus baissaci är en fiskart som beskrevs av Smith, 1978. Polysteganus baissaci ingår i släktet Polysteganus och familjen havsrudefiskar. Inga underarter finns listade i Catalogue of Life.